# 宇都宮軍縮研究室
宇都宮軍縮研究室（うつのみやぐんしゅくけんきゅうしつ）は、宇都宮徳馬が1980年5月に創設した、軍縮について研究する研究室（シンクタンク）。

## 概要
有事立法制定論を唱えて統幕議長を解任された栗栖弘臣が1980年6月の参院選に民社党公認で出馬することを危惧した河野洋平や田英夫らハト派議員たちが、軍拡論者でタカ派の栗栖に対抗するために、一度は引退を決意した宇都宮を説得、ハト派の代表として出馬を決意させた。宇都宮は栗栖と同じ東京地方区から無所属で出馬、タカ派対ハト派で都民の意志を問い当選（栗栖は落選）。その選挙の公約である軍縮推進のため国会内には超党派の国際軍縮促進議員連盟を設立し370名を越える議員が参加した。同時に外部には研究機関として宇都宮軍縮研究室が創設された。
同年10月には軍縮学生連盟も創設され、平和を求める学生や高校生、中学生が多数、党派を超えて集まった。今でも当時の学生たちはマスメディアなど各界で活躍している。

## 活動
1980年9月からは『軍縮問題資料』を発行、議員や文化人などに精力的に無料配布し、1981年7月号から全国の書店に配布した。
原爆の惨たらしさを世界に知らせるために10フィート制作の「原爆写真帳」を英訳、アメリカをはじめとして各国に「軍縮行脚」を行った。さらに、「ヒロシマ・ナガサキの経験を二度と人類にさせてはいけない」と核の悲惨さを訴え、日本では初めて新聞紙上に全面意見広告を10数回にわたり掲載し、草の根平和運動の啓蒙啓発活動に力を注いだ。
『軍縮問題資料』の最高発行部数は3万部を数える。内容が世界にわたって豊富なことから、エール大学、ボン大学やマサチューセッツ工科大学など世界の有名大学図書館にも購読されていた。
2000年7月の宇都宮徳馬の死去後も、『軍縮問題資料』はミノファーゲン製薬の後継者の宇都宮恭三によって刊行が継続された。巻頭言を名古屋大学名誉教授の豊田利幸が執筆するなどしたが、広告掲載を中止したことなどにより、研究室の財政は厳しくなっていった。
『軍縮問題資料』は2005年4月号をもって一旦休刊し、ミノファーゲン製薬が寄付した明治大学に軍縮平和研究所を設立する形で、研究室の事業を継承すること（『軍縮問題資料』の継続と宇都宮徳馬文庫の設立など）が表明された。同研究所は2005年4月から活動を開始し、季刊誌として『軍縮地球市民』（西田書店）が刊行されたが、第11号（2008年冬号）をもって休刊している。
一方で、「学術研究誌ではなく、市民運動を基盤とした雑誌の存続を」という読者の声を受け、國弘正雄らを中心に市民団体「軍縮市民の会・軍縮研究室」が結成され、『軍縮問題資料』は2005年7月号から同会によって刊行されることとなった。しかし、2007年8月号に秋山昌廣元防衛庁事務次官の原稿を掲載したことをめぐって「市民の会」からの離脱者が発生するなどした結果、2010年12月号をもって休刊している。